# 잘랄 웃딘 할지
잘랄 웃딘 할지(페르시아어: جلال‌الدین خلجی)는 델리 술탄국을 통치한 할지 왕조의 창시자이자 첫 술탄이다.
원래 이름은 피루즈였던 잘랄웃딘은 노예 왕조의 장교로서 경력을 시작했고 술탄 무이줏딘 카이카바드 아래에서 중요한 위치에 올랐다. 카이카바드가 마비된 후, 한 귀족 집단은 그의 어린 아들 샴수딘 카유마르스를 새로운 술탄으로 임명했고 그 후 잘랄웃딘을 죽이려 했다. 대신 잘랄웃딘은 한 집단의 귀족들을 죽이고 섭정이 되었다. 몇 달 후, 그는 카유마르스를 폐위시키고 새로운 술탄이 되었다.
술탄으로서, 그는 몽골의 침략을 격퇴했고, 그들이 이슬람교로 개종한 후 많은 몽골인들이 인도에 정착하도록 허락했다. 비록 그는 차하마나의 수도인 란탐보레를 점령하지는 못했지만, 그는 차하마나 왕 함미라로부터 만다와르와 자인을 점령했다. 그의 통치 기간 동안, 그의 조카인 알리 구르샤스프는 1293년에 빌사를, 1296년에 데바기리를 공격했다.
즉위 당시 70세 정도였던 잘랄웃딘은 일반 대중에게 온화하고 겸손하며 친절한 군주로 알려져 있었다. 즉위 첫 해에 그는 술탄국국의 수도 델리의 옛 투르크 귀족들과 대립하지 않기 위해 킬로크리에서 통치했다. 몇몇 귀족들은 그를 약한 통치자로 여겼고, 다른 시기에 그의 전복을 시도했지만 실패했다. 그는 반란군에게 관대한 처벌을 내렸는데, 시디 마울라는 그를 무너뜨리기 위해 음모를 꾸몄다고 알려져 있으며 처형당했다. 잘랄웃딘은 결국 그의 조카 알리 구르샤스프에 살해당했으며, 알리 구르샤스프는 새로운 술탄인 알라 웃딘 할지로 즉위했다.